# San Vicente y las Granadinas en los Juegos Olímpicos de Barcelona 1992
San Vicente y las Granadinas estuvieron representadas en los Juegos Olímpicos de Barcelona 1992 por seis deportistas, cuatro hombres y dos mujeres, que compitieron en atletismo.
El equipo olímpico sanvicentino no obtuvo ninguna medalla en estos Juegos.